# Байнаи, Гордон
Дьёрдь Го́рдон Ба́йнаи (венг. Bajnai György Gordon; род. 5 марта 1968, Сегед) — венгерский государственный и политический деятель. Премьер-министр Венгрии с 14 апреля 2009 по 29 мая 2010 года. До этого с 2008 по 2009 год занимал пост министра национального развития и экономики Венгрии, с 2007 по 2008 год был министром местного самоуправления и регионального развития, с 2006 по 2007 год возглавлял Национальное агентство по развитию. В 2006 году был председателем совета директоров и президентом управляющей компании международного аэропорта Будапешта, с 2000 по 2005 год был генеральным директором инвестиционной компании Wallis Rt.

## Биография
Дьёрдь Гордон Байнаи родился 5 марта 1968 года в Сегеде, на юге Венгерской народной республики, детство провёл в Бае. После окончания школы Байнаи переехал в Будапешт, где в 1987 году поступил на факультет международных отношений Будапештского университета экономических наук имени Карла Маркса (позже этот университет был переименован в Университет Корвина).
Хотя Байнаи не был активистом Лиги коммунистической молодёжи Венгрии (KISZ), он активно участвовал в молодёжной политике, был главой студенческой организации «Независимое студенческое отделение» и однажды организовал бойкот университетской столовой, добившись снижения стоимости и улучшения качества продаваемой там пищи. В университете Байнаи познакомился с Ференцем Дюрчанем, который тогда был членом центрального комитета KISZ. Вместе они стали основателями недолго просуществовавшей молодёжной организации «Новое поколение».
После окончания университета в 1991 году со степенью по экономике, Байнаи работал вместе с Дюрчанем в финансовых компаниях CREDITUM Financial Consultant, а после стажировки в Европейском банке реконструкции и развития в 1993 году — в компании EUROCORP International Financial Inc.
В 1995 году Байнаи был назначен сначала управляющим директором, а затем заместителем генерального директора брокерской компании CA IB Securities, участвовал в подготовке выведения акций ряда компаний на биржу. В те годы главой CA IB был будущий глава Центробанка Венгрии Андраш Симор (Andras Simor). С 2000 по 2005 год Байнаи был генеральным директором инвестиционной компании Wallis Rt, которую называли одним из спонсоров Социалистической партии Венгрии. На этом посту Байнаи получил известность как участник скандала о банкротстве птицеводческой компании Hajdu-Bet. Эта компания была куплена Wallis Rt ещё в 1998 году и после реструктуризации начала приносить прибыль, но её разорение в 2003 году в результате кризиса, вызванного эпидемией птичьего гриппа, привело к банкротству ряда других предприятий занятых в разведении птицы. Сам Байнаи заявлял, что основную часть убытков приняла на себя Wallis Rt, и тем самым отверг обвинение в том, что был причастен к кризису в отрасли.
Также в этот период Байнаи входил в советы директоров компаний Graboplast, Rába и ZWACK, с 2000 по 2006 год входил в совет директоров Wallis Rt, в 2006 году был заместителем председателя совета директоров компании. В первой половине 2006 года он являлся председателем совета директоров и президентом управляющей компании международного аэропорта Будапешта, был членом экономического совета Университета Корвина.
Хотя Байнаи был беспартийным, в июле 2006 году премьер-министр от Социалистической партии Ференц Дюрчань назначил его главой венгерского Национального агентства по развитию. Байнаи стал одним из авторов отклонённого проекта реформ, предложенных Дюрчанем. В июне 2007 года Байнаи получил портфель министра местного самоуправления и регионального развития, став одним из самых молодых членов кабинета министров Венгрии. В 2008 году, после того как либеральная партия «Союз свободных демократов» покинула коалицию с социалистами, Байнаи остался в правительстве, его ведомство было переименовано в министерство национального развития и экономики, основной задачей которого осталось распределение средств выделенных Евросоюзом на инвестиционные проекты внутри страны.
Из-за проблем в экономике, вызванным мировым экономическим кризисом, Венгрия была вынуждена взять заём в размере 25 миллиардов долларов у Международного валютного фонда. Рейтинг Дюрчаня в начале 2009 года оказался рекордно низким и вынудил его в марте объявить об отставке с поста главы социалистов и премьер-министра страны. В качестве преемника Дюрчаню социалисты и «Союз свободных демократов» согласились на кандидатуру Байнаи. Он вступил на эту должность в 14 апреля 2009 года после голосования о недоверии Дюрчаню. Байнаи объявил о том, что готов предпринять «болезненные меры» по стабилизации экономики страны, направленные на снижение налогов и создание новых рабочих мест. Он заявил о сокращении бюджетных расходов, в частности, пенсионных выплат, и ужесточении выдачи детских пособий. Также он пообещал ввести в стране евро. После назначения Байнаи назначил себе символическую зарплату в 1 форинт (около 15 копеек).
Назначение Байнаи было встречено в стране неоднозначно: оппозиционная консервативная партия «Фидес — Венгерский гражданский союз» назвала назначение Байнаи продлением мандата потерявшего доверие правительства Дюрчаня. Оппозиционная венгерская пресса дала Байнаи прозвище Гусиный Гордон, публиковались мнения, что «человек, не справившийся с птицеводческой фирмой, не справится и с кризисом в стране». Либералы назвали Байнаи «клоном» Дюрчаня, но проголосовали за него, чтобы избежать досрочных выборов, на которых имели низкие шансы набрать большое количество голосов. Половина министров старого кабинета сохранили в новом правительстве свои портфели. Само назначение Байнаи привело к массовым демонстрациям и беспорядкам в Будапеште.
Политика правительства Байнаи ставило своей главной целью уменьшение бюджетного дефицита, для чего были существенно сокращены социальные расходы и одновременно увеличен налог на добавленную стоимость. Вместе с тем в результате налоговой реформы была уменьшена налоговая нагрузка на работников с невысоким уровнем дохода, что должно было стимулировать развитие и увеличить долю легального рынка труда в стране. Оппозиционеры из «Фидес» критиковали чересчур жёсткую бюджетную политику Байнаи, считая, что это не позволяет добиться достаточного снижения налогов и вредит развитию экономики. Кроме того, премьер-министру пришлось преодолевать сопротивление непопулярным мерам со стороны общества и правящей Социалистической партии. Вместе с тем мировые эксперты оценили работу правительства Байнаи как весьма успешную, отметив её как удачный пример оздоровления экономики страны, пострадавшей от мирового финансового кризиса. В течение шести месяцев расходы бюджета были сокращены на пять процентов, СМИ отмечали восстановление доверия к экономике Венгрии со стороны кредиторов.
На парламентских выборах в апреле 2010 года Байнаи отказался баллотироваться в премьер-министры от Социалистической партии. После победы партии «Фидес» новым главой правительства Венгрии стал Виктор Орбан.
В 2003 году Байнаи получил премию «Молодой менеджер года», в 2006 году был награждён венгерским «Орденом за заслуги» за вклад в развитие культуры предпринимательства в стране.
Байнаи является отцом двоих детей. Он увлекается футболом, играл вратарём в команде четвёртого венгерского дивизиона 43rd Epitok, но из-за работы в правительстве в последний раз участвовал в соревнованиях в октябре 2008 года.